# El núvol del no saber
El núvol del no-saber o El núvol d'allò desconegut, de l'original en anglés The Cloud of Unknowing, és un guia espiritual escrita en la segona meitat del segle XIV, poc després del 1390, per un monjo desconegut, segurament de l'Orde de la Cartoixa, que hauria viscut a Anglaterra.

## L'obra
En 75 capítols, un cartoixà ensenya a un jove, d'uns vint-i-quatre anys, sobre la vida contemplativa, en què l'ànima s'uneix a Déu. Per a tant, l'autor utilitza, principalment, dos episodis bíblics: l'Evangeli de Lluc, 10, 38-42 i el llibre de l'Èxode, capítol 24. El primer, l'esmenta de manera explícita l'autor i el segon, només implícitament.
En el primer episodi, Maria representa la vida contemplativa, mentre Marta representa la vida activa, tot formant la narrativa neotestamentària, quan Jesús visita la casa de Marta, i aquesta s'apressa a preparar-li l'àpat, mentre Maria se seu per a escoltar-lo. En el segon episodi, Moisés representa el qui travessa molts esforços, i arriba a la perfecta contemplació, llavors és colgat per un núvol de desconeixement, tot seguint la narració de l'Antic Testament.
En resum, la via (o, vida) contemplativa es dona quan el cristià percep la precarietat de la raó, de la intel·ligència natural, com a mitjà d'arribar a Déu, i l'abandona; llavors troba la divinitat per mitjà de l'estima, com ensenya Merton: "(...) tot i que l'essència de Déu no puga ser adequadament aprehesa, o clarament entesa per la intel·ligència humana, podem arribar-hi directament per l'estima". O també, en les paraules del mateix cartoixà: "Perquè Déu pot molt bé ser estimat, però no pensat. Per l'amor Ell pot ser retingut; però pel pensament, no mai".
La proposta del cartoixà encaixa en el moviment de misticisme que sorgeix a la fi de l'edat mitjana, del qual formaren part noms importants. El misticisme fou una reacció de descontentament amb l'excessiva valorització del pensament racional promogut per l'escolàstica, amb les seues respostes considerades insatisfactòries, amb la crisi de les universitats, així com al pertorbat període de transformacions i crisis viscuts per la societat i per l'Església.
El cartoixà pretén ensenyar la via mística de contemplació i amor a Déu, que s'aconsegueix, entre altres requisits, amb la no-acció, el silenci i la solitud.
Els manuscrits de l'obra són a la Biblioteca Britànica i a la Biblioteca de la Universitat de Cambridge.